# 本福寺 (大津市)
本福寺（ほんぷくじ）は、滋賀県大津市本堅田にある浄土真宗本願寺派の寺院。山号は夕陽山（せきようさん）。本尊は阿弥陀如来。

## 歴史
当寺は、鎌倉時代後期の正和年間（1312年 - 1317年）に近江国野洲郡御上神社の神職であった善道が本願寺覚如の弟子となり、創建されたとされている。
後を継いだ第2世覚念は浄土宗に転じたが、次の第3世法住の代に浄土真宗に復帰する。最初は佛光寺に属するものの、紆余曲折の末に巧如によって本願寺直末寺として認められた。
本願寺第8世蓮如が寛正の法難で大谷本願寺を破壊された際にこれを匿った。そのため、延暦寺と対立し、堅田の地元民と延暦寺との対立も絡んで応仁2年（1468年）にはいわゆる「堅田大責」と呼ばれる延暦寺の攻撃で堅田の町と本福寺が焼き払われている。第4世明顕と弟子明宗は蓮如・実如のもとで本願寺と浄土真宗の発展に尽くすと共に、堅田を中心とした近江国の本願寺派門徒及び一向一揆の中核を担う存在となった。
ところが、実如の弟蓮淳（蓮如の六男で証如の外祖父）が大津顕証寺（現・本願寺近松別院）に入ると、勢力圏が重なる本福寺の存在に脅威を感じるとともに一門統制に対する力の行使のため、明顕の養子として後を継いで第5世となっていた明宗は蓮淳の圧迫を受けて永正15年（1518年）、大永7年（1527年）、天文元年（1532年）の3度にわたって破門の憂き目にあうと（堅田本福寺破門事件）、当寺は新たに勢力を広げてきた蓮淳の寺である慈敬寺に所領・門徒をことごとく奪われて没落し、明宗は憂悶のうちに餓死してしまった。この明宗が著した「本福寺明宗跡書」、その後継者である第6世明誓が著した「本福寺由来記」、「本福寺門徒記」は、後世「本福寺跡書（ほんぷくじあとがき）」と称せられた。堅田を中心とした浄土真宗本願寺派興隆の歴史と蓮淳（一門衆）による統制と反対派への弾圧・粛清が生々しく描かれている。
後に本福寺は3度目の破門を解除されたが、すっかり寺勢は衰えていた。しかし、第7世明順と第8世明乗は石山合戦で活躍したという。その後当寺は、天正年間（1573年 - 1592年）の後期に慈敬寺が高島郡に移転したこともあって、ようやく寺勢は回復した。
寛文2年（1662年）に起きた地震によって本堂が傾く被害が出たが、堅田藩の堀田正高の寄進もあって元禄16年（1703年）頃から再建工事が始められ、間もなく完成している。なお堀田正高には伊予国の河野氏の血が入っており、当寺も河野氏とはゆかりがあるという。また、第11世明式は松尾芭蕉の門人・千那（俳号）としても知られている。
太平洋戦争中の1943年（昭和18年）には金属類回収令によって梵鐘が供出されている。
1954年（昭和29年）12月8日に原因不明の失火によって本堂と蓮如堂が焼失した。その際、錦織寺の前住職・木辺孝慈から見舞金500円と売却してお金に変えるようにと六字名号の軸10幅が書かれ、寄進されている。
1956年（昭和31年）に三井家から仏壇を譲り受けると、第20世三上明暢は自ら新しい本堂を設計してコンクリート製のモダンな本堂が建立された。しかし、老朽化のために1995年（平成7年）12月に一般的な形の本堂として再建された。

## 境内
- 本堂 - 1995年（平成7年）12月再建。
- 蓮如堂
- 鐘楼
- 庫裏
- 山門
- 本福寺こども園

## 文化財

### 大津市指定有形文化財
- 堅田本福寺中世記録 3帖 1巻

## 所在地
- 滋賀県大津市本堅田1丁目22-30

## アクセス
- JR湖西線 堅田駅より江若バス浜大津線堅田町内循環、堅田出町停留所、または浮御堂前停留所（土曜日、休日、1月2日～3日、8月14日～16日、12月29日～31日の堅田駅発10:00台～15:00台）下車

## 備考
社会福祉法人夕陽会 が本福寺こども園（境内）と第二本福寺こども園（本堅田6丁目）を運営。